# Aromobates capurinensis
Aromobates capurinensis – gatunek płaza bezogonowego z rodziny Aromobatidae. Endemit Wenezueli.

## Występowanie
Jest to gatunek endemiczny, występujący jedynie w zachodniej Wenezueli. Znany jest tylko z miejsca typowego: poniżej Páramo El Molino, 2420 metrów nad poziomem morza, w stanie Mérida (jest to część pasma górskiego Cordillera de Mérida). Gatunek spotykany był w przedziale wysokości 2350–2700 m n.p.m., ale dokładne granice jego zasięgu występowania nie są znane.
Zamieszkuje górskie lasy mgliste.

## Rozmnażanie
Jaja składane są na lądzie (co jest rzadkością wśród płazów, w większości uzależnionych od środowiska wodnego). Zajmuje się nimi samiec, a gdy wyklują się z nich kijanki – przenosi je na swym grzbiecie do strumienia, gdzie zachodzi dalszy ich rozwój.

## Status
Nie jest znany status populacji tego gatunku. Od czasu zebrania okazów typowych nie był już obserwowany mimo poszukiwań prowadzonych pod koniec lat 80. i na początku 90.
Głównym zagrożeniem dla gatunku jest utrata siedlisk spowodowana przez drobne rolnictwo, a także wycinkę lasów na dużą skalę. Zagrożeniem są również introdukowane drapieżne pstrągi. Liczebność innych gatunków z tego rodzaju drastycznie spadła z powodu chytridiomikozy, więc możliwe, że i ten gatunek został zdziesiątkowany przez tę grzybiczą chorobę.
Płaz ten nie występuje na żadnych obszarach chronionych.